# Czyreń ciemnordzawy

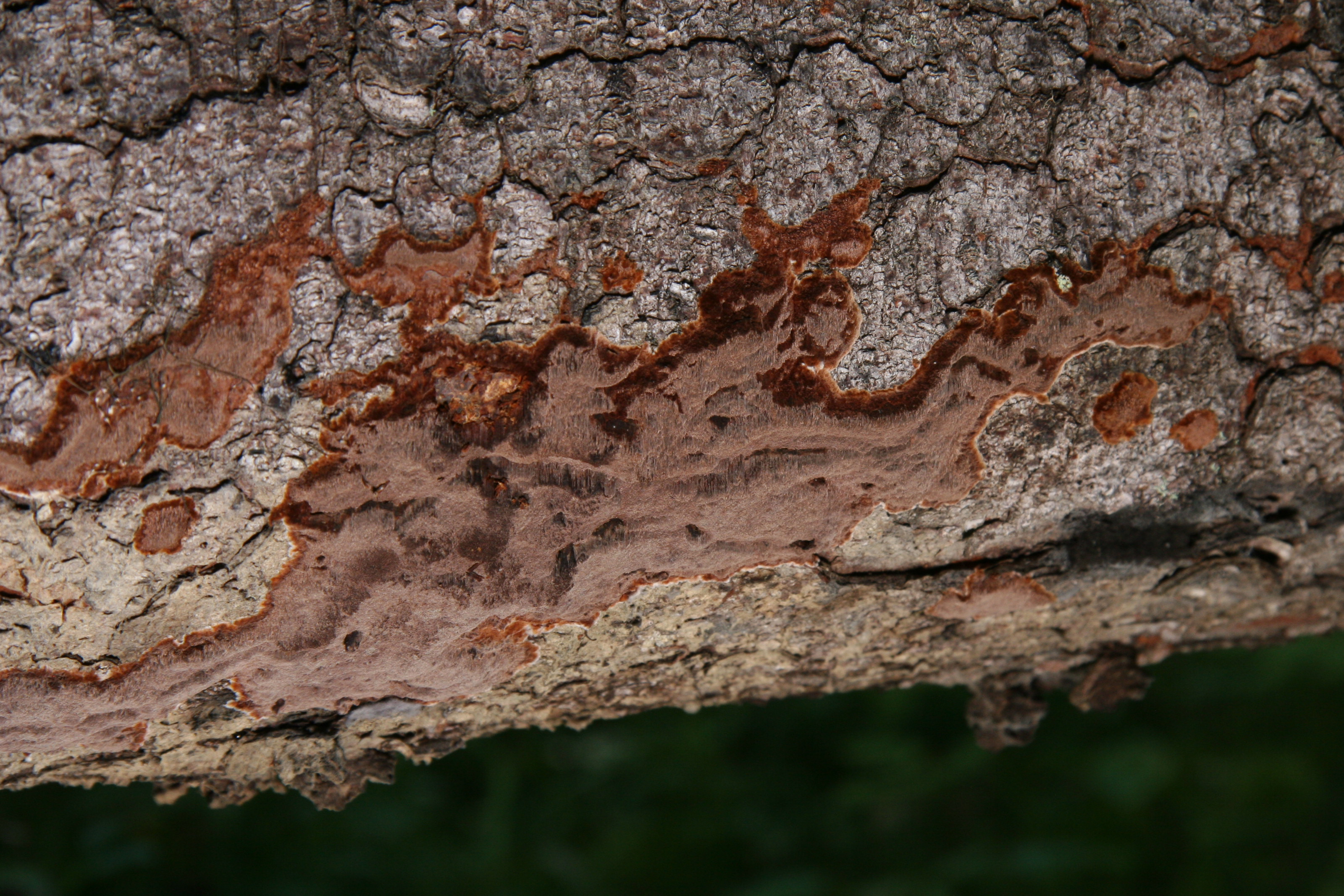

Czyreń ciemnordzawy (Phellinidium ferrugineofuscum (P. Karst.) Fiasson & Niemelä) – gatunek grzybów z rzędu szczeciniakowców (Hymenochaetaceae).

## Systematyka i nazewnictwo
Pozycja w klasyfikacji według Index Fungorum: Phellinidium, Hymenochaetaceae, Hymenochaetales, Agaricomycetidae, Agaricomycetes, Agaricomycotina, Basidiomycota, Fungi.
Takson ten w 1887 r. opisał Petter Adolf Karsten nadając mu nazwę Poria ferrugineofusca. Obecną, uznaną przez Index Fungorum nazwę nadali mu J.-L.F. Fiasson i Tuomo Niemelä w 1984 r.
Synonimy:
- Fuscoporia ferrugineofusca (P. Karst.) Teng
- Fuscoporia marginella (Peck) Murrill 1907
- Phellinus ferrugineofuscus (P. Karst.) Bourdot & Galzin 1932
- Phellinus ferrugineofuscus var. narymicus Pilát 1936
- Polyporus ferrugineofuscus (P. Karst.) Romell 1898
- Polyporus marginellus Peck 1889
- Poria ferrugineofusca P. Karst. 1887
- Poria labyrinthica P. Karst. 1891
- Poria marginella (Peck) Sacc. 1891[2].

W 1967 r. Stanisław Domański nadał mu polską nazwę czyreń ciemnordzawy. Po przeniesieniu do rodzaju Phellinidium nazwa ta stała się niespójna z nazwą naukową.

## Morfologia
Owocniki
Jednoroczne, rzadko dwuletnie, siedzące, rozpostarte, o średnicy do 20 cm, twarde, zdrewniałe, trudne do oddzielenia od substratu. Brzeg żółtawobrązowy do białawego do 7 mm szerokości. Powierzchnia fioletowo-brązowa, brązowa lub cynamonowo-brązowa. Pory od okrągłych do kanciastych lub faliste, bardzo drobne, w liczbie 7–9 na mm. Kontekst jasno żółtawobrązowy, strefowany, twardy, o grubości do 6 mm. Warstwa rurek o grubości do 4 mm, fioletowo-brązowa, wewnątrz rurki jaśniejsze.
Cechy mikroskopowe
W kontekście strzępki dwóch typów; niektóre brązowawe do szklistych, cienkościenne do grubościennych, z prostymi przegrodami, sporadycznie rozgałęzione, o średnicy 2,5–5 µm, inne ciemnobrązowe, grubościenne, rzadko rozgałęzione, rzadko septowane, ze szczecinkami, 3–3,5 µm średnicy. Strzępki tramy podobne, ciemne, grubościenne, zakończone zgiętymi szczecinkami wrastającymi do rurek. Podstawki wąsko maczugowate, 4-sterygmowe, 12-14 × 3,5-4 µm. Bazydiospory cylindryczne, zakrzywione, gładkie, szkliste, nieamyloidalne, 4–5,5 × 1–1,5 µm.

## Występowanie i siedlisko
Występuje w Ameryce Północnej (USA i Kanada), Europie i Azji. Najliczniejsze stanowiska podano na Półwyspie Skandynawskim, poza tym w Europie jest rzadki. W Polsce do 2003 r. jedyne stanowisko podał S. Domański w Puszczy Białowieskiej w 1965 r. Znajduje się na Czerwonej liście roślin i grzybów Polski. Ma status E – gatunek wymierający, którego przeżycie jest mało prawdopodobne, jeśli nadal będą działać czynniki zagrożenia. Znajduje się na listach gatunków zagrożonych także w Norwegii, Szwecji, Finlandii, Słowacji.
Grzyb nadrzewny, saprotrof. Występuje w lasach iglastych na korze leżących na ziemi pni jodły, sosny i świerka. Powoduje białą zgniliznę drewna. Drewno, które zgniło przez P. ferrugineofuscus często ma małe podłużne wgłębienia, jest cętkowane z poprzecznie zorientowanymi białawymi smugami i może mieć porozrzucane czarniawe plamki.